# Soiuz 40
The Soiuz 40 va ser un vol espacial tripulat de la Unió Soviètica en 1981 i l'última missió que es va utilitzar la nau espacial Soiuz 7K-T. Va ser una col·laboració entre la Unió Soviètica i Romania.

## Tripulació
| Posició                   | Tripulació                                     | Tripulació                                     |
| ------------------------- | ---------------------------------------------- | ---------------------------------------------- |
| Comandant                 | Leonid Popov Segon vol espacial Unió Soviètica | Leonid Popov Segon vol espacial Unió Soviètica |
| Cosmonauta d'investigació | Dumitru Prunariu Primer vol espacial Romania   | Dumitru Prunariu Primer vol espacial Romania   |

### Tripulació de reserva
| Posició                   | Tripulació                    | Tripulació                    |
| ------------------------- | ----------------------------- | ----------------------------- |
| Comandant                 | Iuri Romanenko Unió Soviètica | Iuri Romanenko Unió Soviètica |
| Cosmonauta d'investigació | Dumitru Dediu Romania         | Dumitru Dediu Romania         |

## Paràmetres de la missió
- Massa: 6800 kg
- Perigeu: 198,1 km
- Apogeu: 287 km
- Inclinació: 51,6°
- Període: 89,06 minuts